# Konstantinos Stefanopoulos
Konstantinos "Kostis" Dimitriou Stefanopoulos (græsk: Κωνσταντίνος Στεφανόπουλος) (født 15. august 1926 i Patras - død 20. november 2016) var en græsk advokat og politiker, og var landets præsident i to sammenhængende perioder fra 8. marts 1995 til 2. marts 2005. 
Efter at have studeret jura ved Athens Universitet, arbejdede han fra 1954 til 1974 som advokat. Han opstillede til parlamentet i 1958 for Den Nationale Radikale Union og blev indvalgt i 1964. I 1974 blev han atter valgt ind; denne gang for det konservative parti Ny Demokrati. Han blev derefter udnævnt til indenrigsminister, senere socialminister og til sidst minister for præsidentembedet. Han grundlagde i 1985 partiet Demokratisk Fornyelse, som han var leder for til dets opløsning i 1994. 
I 1995 opstillede han til præsidentvalget og nød opbakning fra både højre- og venstrefløjen. Han vandt valget og blev i 2000 genvalget for en anden periode. Som præsident var han vellidt for sin venlige stil og sin forsonlige tilgang til aktuelle og internationale spørgsmål. Som statsoverhoved åbnede han Sommer-OL 2004 i Athen; det var første gang OL afholdtes i Grækenland siden 1906. Under OL modtog han ekskong Konstantin og dronning Anne-Marie på præsidentpaladset. Det var den fornemste politiske anerkendelse det tidligere kongepar havde oplevet siden de i 1967 blev fjernet fra magten. Da en præsident i Grækenland højst må sidde to perioder, blev han i 2005 efterfulgt af Karolos Papoulias. 
Stefanopoulos blev i 2004 tildelt Storkorset af St. Olavs Orden. I 1996 modtog han Den Hvide Ørns Orden fra Polens præsident. 